# سلسلة خفيفة (مناعيات)

رسم تخطيطي من الأجسام المضادة النموذجية يظهر اثنين من السلاسل الثقيلة (الأزرق) مرتبط بإثنين من السلاسل الخفيفة (الخضراء) عبر رابِطٌ ثُنائِيُّ السُّلْفيد. وتظهر ثابت (C) ومتغير (V).

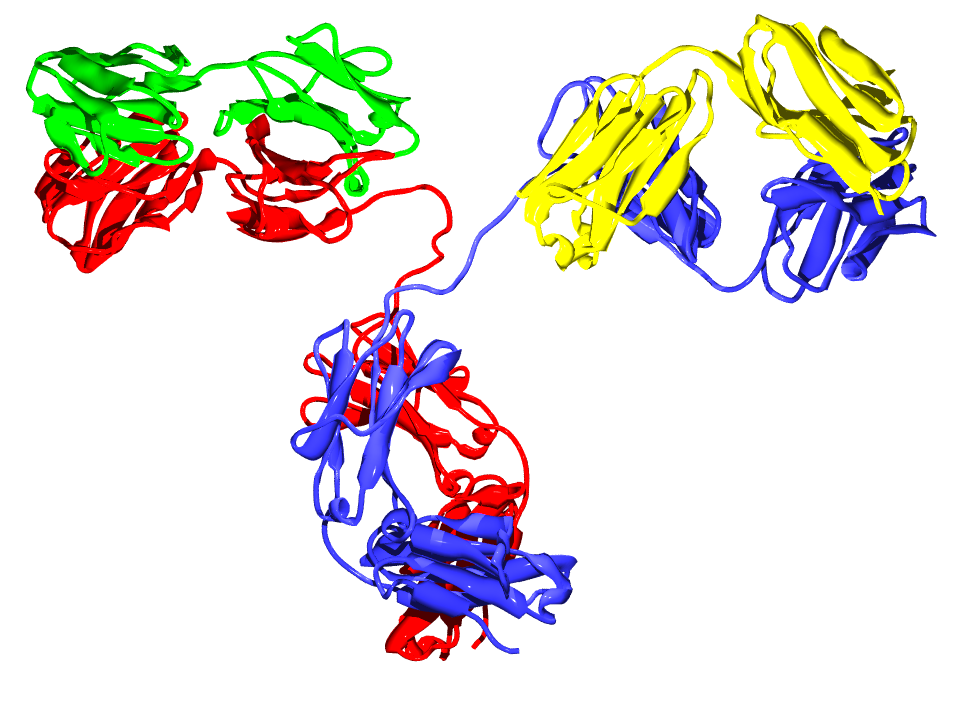
جزيء الضد. يتم تلوين سلاسله الثقيلة الاثنين بالأحمر والأزرق سلاسله الخفيفة الاثنين بالأخضر والأصفر انظر أيضًا:[http://www.emc.maricopa.edu/faculty/farabee/BIOBK/ANTIBODY.gif

السلسلة الخفيفة للغلوبولين المناعي (بالإنجليزية: Immunoglobulin light chain) هي وحدات فرعية صغيرة من عديدات الببتيد من الأضداد. وتتكون الأجسام المضادة النموذجية من اثنين من الغلوبولينات المناعية ذات السلاسل الثقيلة واثنين من ذات السلاسل الخفيفة.